# 的骰小猫妖
的骰小猫妖是小林诚画的日本的漫画。在『mimi』（講談社）于1992年12月号至1994年連載。単行本全3巻。

## 介绍
猫妖阿驹假扮人类少报260岁生活，和人类青年月夜野研太郎结婚后，生下人类和猫妖的混血儿嘉芙莲。嘉芙莲天生有特殊超能力，却因此引发诸多事。